# Wide-field Infrared Survey Explorer

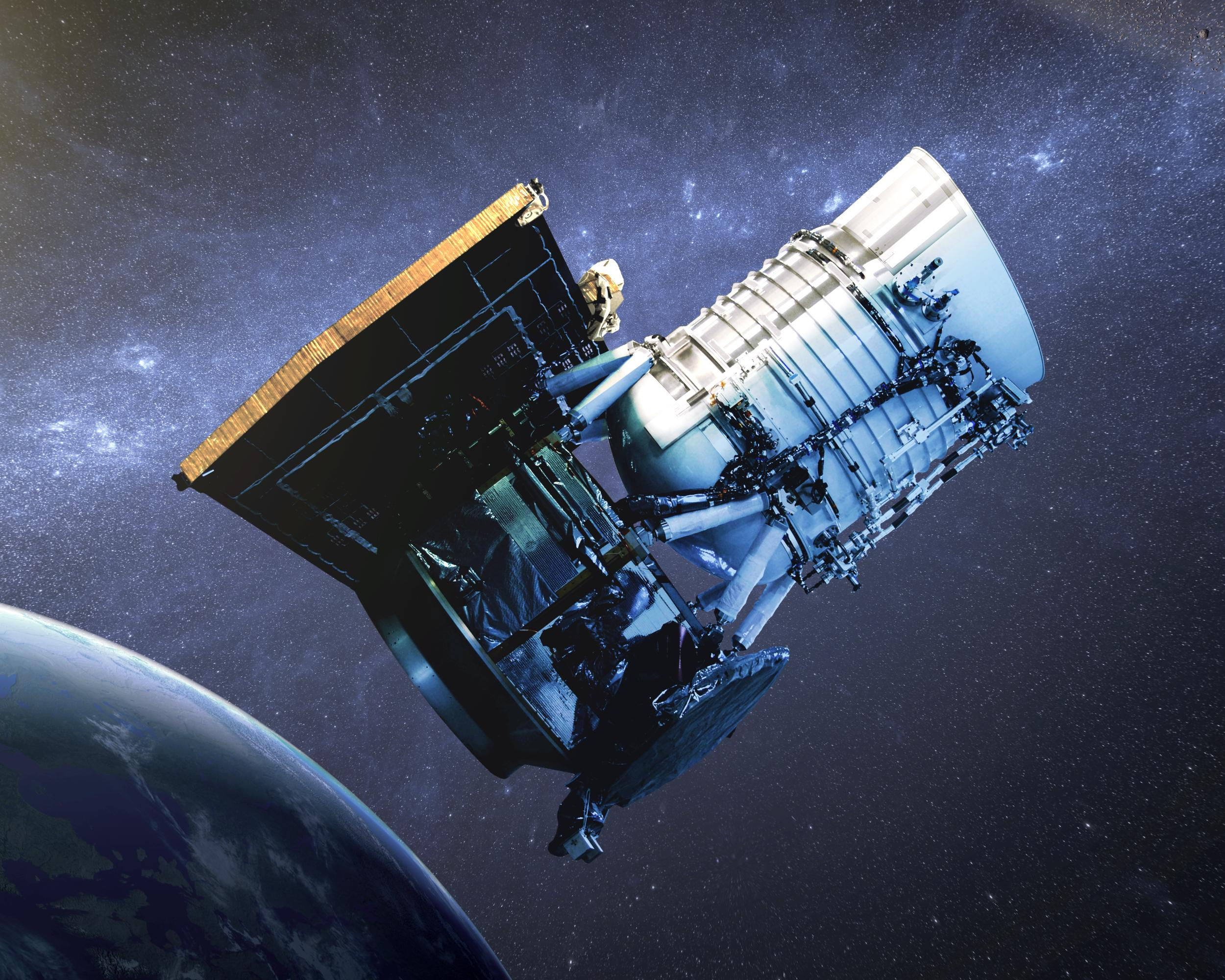
WISE na orbicie – wizja artystyczna

Wide-field Infrared Survey Explorer (WISE) – pracujący w zakresie podczerwieni teleskop kosmiczny należący do NASA, który został wyniesiony w kosmos 14 grudnia 2009 roku.
WISE to 40-centymetrowy teleskop schłodzony do –257 °C. Satelita, na pokładzie którego znajduje się WISE, został umieszczony 525 km nad powierzchnią Ziemi na kołowej orbicie okołobiegunowej.
Teleskop WISE wykonał ponad 2,7 milionów zdjęć, każde z nich pokrywające pole widzenia 47 minut kątowych. Zdjęcia zostały wykonane w podczerwieni – na pokładzie znajdują się cztery detektory podczerwieni pracujące na długościach fali 3,3, 4,7, 12 i 23 mikrometrów.
W październiku 2010, po wypełnieniu głównego celu misji, uległ wyczerpaniu czynnik chłodzący instrumenty teleskopu. Dwa z czterech detektorów mogły jednak działać dalej i wykorzystano je do kontynuacji misji pod nazwą NEOWISE – poszukiwania kolejnych planetoid i komet oraz do ukończenia kompletnego skanu głównego pasa planetoid. Teleskop zakończył działalność 1 lutego 2011 i został wprowadzony w stan uśpienia. We wrześniu 2013 satelita został ponownie włączony i pod nazwą NEOWISE kontynuuje poszukiwanie obiektów bliskich Ziemi (NEO) oraz badania odkrytych wcześniej planetoid – potencjalnych celów przyszłych misji kosmicznych. Pierwszą planetoidę po ponownym włączeniu odkrył 29 grudnia 2013, była to 2013 YP139.

## Odkrycia
Dzięki programowi WISE udało się odkryć niewidzialne w inny sposób brązowe karły o bardzo niskich temperaturach powierzchni. WISE był w stanie wykryć obiekty o temperaturze do –73 °C. Według teorii powstawania brązowych karłów dwie trzecie gwiazd znajdujących się w naszym najbliższym sąsiedztwie to właśnie obiekty tego typu, które nie zostały jeszcze odkryte. Naukowcy mają nadzieję (analiza zebranych danych wciąż trwa) na odkrycie brązowego karła, znajdującego się bliżej Ziemi niż dotychczas znana najbliższa gwiazda Proxima Centauri.
Dzięki zdjęciom wykonanym w ramach programu WISE (i jego drugiej części NEOWISE), do lutego 2011 odkryto 20 komet, ponad 33 tys. planetoid pasa głównego oraz 134 obiekty bliskie Ziemi (NEO).
27 lipca 2011 poinformowano o odkryciu (na podstawie danych uzyskanych z WISE) pierwszej planetoidy trojańskiej na orbicie Ziemi o średnicy 300 m, oznaczonej 2010 TK7.
23 sierpnia 2011 poinformowano o odkryciu nowego typu gwiazd – brązowych karłów typu widmowego Y, będących najchłodniejszymi obiektami typu gwiazdowego. Z około dwustu odkrytych do tej pory przez WISE brązowych karłów, 13 jest typu Y, a jeden z najchłodniejszych z nich, nazwany WISE 1828+2650 ma temperaturę poniżej 25 °C.